# エンヤ (小惑星)
エンヤ (6433 Enya) は、小惑星帯の小惑星である。チェコのクレチ天文台 (Hvězdárna Kleť) のアントニーン・ムルコスが発見した。
アイルランドの歌手エンヤ（Enya 、本名 Eithne Ní Bhraonáin）にちなんで命名された。